# Слон-акробат (фильм)
«Слон-акробат» — французский игровой фильм первого десятилетия существования кинематографа.

## Сюжет
Театральные декорации изображают улицу восточного города. Дрессировщик выводит «слона» (животное изображают два актёра, покрытые чехлом из материи, на одном из которых — голова слона из папье-маше, на ногах обоих — бутафорские слоновые лапы). Показав несколько акробатических номеров, дрессировщик уводит «слона».
Появляется покупатель и предлагает дрессировщику продать «слона». Дрессировщик достаёт лист бумаги, на котором написано «100». Покупатель не соглашается и предлагает уменьшить цену вдвое, показывая лист бумаги с числом «50». В итоге дрессировщик отдаёт несговорчивому покупателю только переднюю половину «слона», разрезая ткань, покрывающую актеров, при этом не оплаченная задняя часть убегает со сцены.
В конце фильма актёры выходят на сцену и раскланиваются перед публикой так, как это делается в театре.

## Художественные особенности
Во время съёмок данной постановки титры в немых фильмах ещё не применялись, поэтому для пояснения действия актёры были вынуждены прибегнуть к внутрикадровым комментариям, демонстрируя зрителям листы с надписями.

## Технические данные
- Чёрно-белый, немой, 45 метров